# Устимівка (Іскрене)
Устимівка — історична назва місцевості в селі Іскрене Шполянської ОТГ Черкаської області, колишній хутір.

## Сучасність
Станом на 2024 рік хутір закинутий, та є частиною села Іскрене Іскренського старостинського округу. Через хутір ходить залізниця та хуторі є автобусна зупинка під назвою Прудянка.

## Історія
Хутір був заснований в 18 ст. 
З 1850 року хутір є частиною Стецівської волості, а з 1923 став частиною Шполянського району. 
Станом на 1950 в хуторі був колгосп імені Литвинова[джерело?].
В 90-2000 роках село почало вимирати через закриття колгоспу імені Литвинова в 1995 році[джерело?]. У 2019-2020 роках хутір майже повністю вимер, зараз там проживає 2 людини, в хуторі працює кар'єр з видобування щебеню та асфальтний завод та 2 затоплених кар'єри та колись там ходив автобус.